# Robo (Einheit)
Der Robo, auch Rojo, war ein in Navarra verbreitetes Getreidemaß, das noch nach der Einführung der neuen spanischen (eigentlich französischen) Maße und Gewichte ab Januar 1859 in Spanien verwendet wurde. Es war Namensgeber für das dazugehörige Flächenmaß Robada, das als Aussaatmaß benutzt wurde. Eine Robada wurde mit 898 Quadratmetern gerechnet, also knapp 9 Ar.
Das Wort stammt wie der Name des verwandten, in ganz Spanien verwendeten Hohlmaßes Arroba aus dem Arabischen.
Beispiele aus Pamplona:
- 1 Rojo = 30,5255 Liter = 0,55 kastil. Fanega [3][4]
- 1 Robo (Rojo) = 16 Almudas (= 1,758 Liter) = 28,13 Liter [1][2]